# Deutsche Vorentscheidung zum Eurovision Song Contest 1963
Die deutsche Vorentscheidung zum Eurovision Song Contest 1963 fand am 28. Februar 1963 in Frankfurt am Main unter dem Titel Heidi Brühl singt.... statt. Produziert wurde sie vom Hessischen Rundfunk.
Nach dem sechsten Platz im vorherigen Jahr nominierte der Verantwortliche des Eurovision Song Contests Hans-Otto Grünefeldt Immenhof-Darstellerin Heidi Brühl als Grand-Prix-Teilnehmerin.
Sie sang fünf Lieder, unter denen die Fernsehzuschauer per Postkartenwahl wählen konnten. Insgesamt wurden 83.515 Postkarten eingeschickt. Davon entschieden sich 66 % der Zuschauer für den Song Marcel, komponiert von Charly Niessen.
Diese Vorentscheidung sollte bereits im Januar 1963 stattfinden. Jedoch war Heidi Brühl zu dieser Zeit schwer erkrankt, so dass man den Termin verschob. Weiterhin engagierte man Margot Eskens als Ersatzinterpretin, welche dann aber zur Zeit des neuen Termins erkrankt war, so dass Brühl wie ursprünglich vorgesehen die Titel vorstellte.
| Platz | Starnr. | Interpret   | Lied             | Zuschauerstimmen |
| ----- | ------- | ----------- | ---------------- | ---------------- |
| 1.    | 4       | Heidi Brühl | Marcel           | 55.119           |
| 2.    | 5       | Heidi Brühl | Ein schöner Tag  | 10.857           |
| 3.    | 3       | Heidi Brühl | Zum großen Glück | 06.681           |
| 4.    | 1       | Heidi Brühl | Die blaue Stunde | 05.846           |
| 5.    | 2       | Heidi Brühl | Das kleine Lied  | 05.011           |

Heidi Brühl erreichte beim Eurovision Song Contest in London den neunten Platz.

## Weblink
- NDR: deutsche Vorentscheidung 1963